# Sociedad de la Historia de Francia
La Sociedad de la Historia de Francia (en francés, Société de l'histoire de France, SHF) fue la primera de las sociedades científicas francesas, fundada el 21 de diciembre de 1833 por iniciativa de François Guizot con el fin de contribuir a la renovación de los estudios históricos.

## Contexto histórico
Fundada el 21 de diciembre de 1833 a iniciativa de François Guizot, fue declarada de utilidad pública por Luis Napoleón Bonaparte el 31 de julio de 1851. La Sociedad de la Historia de Francia ha desempeñado un papel destacado en la edición de textos y documentos sobre la historia de Francia desde hace más de 190 años. El ámbito de la Sociedad inicialmente se limitó  al período previo a los Estados Generales de 1789; más tarde absorbió, en 1927, la Sociedad de Historia Contemporánea. Muchos de los historiadores franceses más eminentes del siglo XIX y XX han sido elegidos anualmente para su presidencia.

## Actividades de la sociedad
Su colección de ediciones críticas y sus publicaciones periódicas (boletín y anuario fusionados desde 1863 en el Annuaire-Bulletin de la Société de l'Histoire de France) reúnen, en más de 500 volúmenes, una considerable documentación histórica: crónicas, memorias, diarios y correspondencia, así como documentos financieros o legales.
Gran parte de los textos publicados antes de 1940 están accesibles actualmente en Gallica, la biblioteca digital de la Biblioteca Nacional de Francia, incluidas las colecciones completas de sus tres publicaciones periódicas. Varios volúmenes, anteriores a la década de 1860, se hallan disponibles en Google Books.
La Sociedad organiza conferencias históricas, dos veces al año (conferencia de otoño y «lectura» en la asamblea de primavera), y ocasionalmente coloquios.

## Organización
La adhesión está abierta tanto a historiadores profesionales como aficionados, franceses y extranjeros, que deseen contribuir a apoyar la actividad de la Sociedad. Los miembros son admitidos por el Consejo, previa recomendación de un miembro socio. Son los destinatarios de todas las nuevas publicaciones, así como de invitaciones a conferencias.